# 那王府
东城区国祥胡同二号四合院又名那王府，是一座清代四合院，位于北京市东城区安定门街道的国祥胡同东端南侧的甲2号，东门设于宝钞胡同甲19号。已列为北京市文物保护单位。

## 历史
那王府建于乾隆三十五年（1770年）春，当是乾隆第七女和静公主下嫁超勇亲王策凌之孙拉旺多尔济时。府邸的前身为内务府大臣高恒入官住房的一部分（246间中东边的175间）。后成为那彦图王府的一部分。那王府原在宝钞胡同西侧，国兴胡同与国祥胡同之间，正门设于国兴胡同，通常从东门宝钞胡同12号出入。光绪三十年（1905年）8月，《京话日报》曾披露那王府活埋一名小妾的丑闻。1912年清帝退位前，那王等人在此筹组蒙古王公联合会阻挠退位。北洋政府时期，那王仍是国会议员。1926年11月17日，在此庆祝六十大寿。后因那王赌场失利，一夜之间将王府抵赌债，那王的儿子祺誠武以2万元押给西什库天主堂。到期无力还款，又向神甫包世杰借7万元。1931年，包世杰为讨债起诉到法院。2年后那王一家败诉，迁出王府，至豆腐池胡同4号租房居住。1940年代后期，天主教会又将王府转手给金城银行、精神病院等。1960年代曾用于幼儿园。院内现为中国工商银行北京分行行史馆，部分辟为会所。

## 建筑
原来大致的建筑格局是：府门（宫门）三间面南，府门东、西两侧各有角门（阿司门）一座。府门外照例对面是一座影壁，两侧设置石狮、灯柱、拴马桩和辖禾木。今天的那王府大部分已改建，仅存国祥胡同甲二号四合院风貌尚存，原属于那彦图府邸中路最北边的两个并排院落，现在是街门面北的独立院落。

## 保护
1984年5月24日，公布为第三批北京市文物保护单位，名为“东城区国祥胡同二号四合院”，编号3-77。